# Comité Paralímpico Nacional de la República de Azerbaiyán
El Comité Paralímpico Nacional de la República de Azerbaiyán es el comité paralímpico nacional que representa a Azerbaiyán. Esta organización es la responsable de las actividades deportivas paralímpicas en el país. Es miembro del Comité Paralímpico Internacional y del Comité Paralímpico Europeo.